# Escrebieux
Der Escrebieux ist ein Bach im Norden von Frankreich, der im Département Pas-de-Calais und im Département Nord der Region Hauts-de-France knapp südwestlich der Stadt Douai verläuft.

## Geografie

### Verlauf
Der Escrebieux entspringt im Hauptort der Gemeinde Izel-lès-Équerchin, verläuft generell Richtung Ostnordost durch den Großraum von Douai und mündet nach rund zwölf Kilometern an der Gemeindegrenze von Douai und Flers-en-Escrebieux als linker Nebenfluss in die kanalisierte Deûle. Der Escrebieux quert im Oberlauf die Eisenbahn-Schnellfahrtstrecke LGV Nord und die Autobahn A1 und im Unterlauf die Autobahn-ähnlich ausgebaute Département-Straße D643. Knapp vor der Mündung durchquert der Bach das Naturschutzgebiet Marais de Wagnonville (Réserve naturelle régionale du Marais de Wagnonville).

### Orte am Fluss
(Reihenfolge in Fließrichtung)
- Izel-lès-Équerchin
- Quiéry-la-Motte
- Esquerchin
- Cuincy
- Lauwin-Planque
- Flers-en-Escrebieux